# Eriochloa boliviensis
Eriochloa boliviensis är en gräsart som beskrevs av Stephen Andrew Renvoize. Eriochloa boliviensis ingår i släktet Eriochloa och familjen gräs.
Artens utbredningsområde är Bolivia. Inga underarter finns listade i Catalogue of Life.